# Gueorgui Kuptsov
Gueorgui Kuptsov –en ruso, Георгий Купцов– (15 de octubre de 1994) es un deportista ruso que compite en halterofilia. Ganó una medalla de bronce en el Campeonato Europeo de Halterofilia de 2016, en la categoría de 94 kg.

## Palmarés internacional
| Campeonato Europeo | Campeonato Europeo | Campeonato Europeo | Campeonato Europeo |
| Año                | Lugar              | Medalla            | Categoría          |
| ------------------ | ------------------ | ------------------ | ------------------ |
| 2016               | Førde (Noruega)    | Medalla de bronce  | 94 kg              |